# Levon
〈Levon〉은 엘튼 존과 버니 토핀이 작곡하고 엘튼 존에 의해 녹음된 노래이다. 존은 1971년 2월 27일 그것을 녹음했고 그의 네 번째 음반인 《Madman Across the Water》에 그 곡을 발매했다. 이 곡은 미국 빌보드 핫 100에서 24위에 올랐고 캐나다 RPM 싱글 차트에서 6위로 정점에 올랐다.